# پرستو دوکوهکی
پرستو دوکوهکی (زاده ۱۳۵۹) روزنامه‌نگار، وبلاگ‌نویس و پژوهشگر اجتماعی ایرانی و فارغ‌التحصیل رشته تحصیلی خبرنگاری در مقطع کارشناسی از دانشکده خبر و مطالعات رسانه در مقطع کارشناسی ارشد از دانشکده مطالعات مشرق‌زمین و آفریقا دانشگاه سواز انگلستان است.
روزنامه گاردین حوزهٔ فعالیت‌های این وبلاگ‌نویس را حقوق زنان در جامعهٔ ایران معرفی کرده‌است.

## زندگی مجازی
او نویسندهٔ وب‌نوشت زن‌نوشت است که در آن، در مورد مسائل ایران، مسائل اجتماعی، زنان و زندگی روزمرهٔ خود می‌نویسد. از دیگر فعالیت‌های او می‌توان به مشارکت در مجلهٔ اینترنتی کاپوچینو و همچنین وبنوشت گروهی هنوز اشاره کرد.
وبنوشت او به عنوان بهترین وبلاگ ژورنالیستی فارسی، در سال ۲۰۰۵ میلادی، از سوی دویچه وله انتخاب شد.

## فعالیت‌های اجتماعی و مطبوعاتی
پرستو دوکوهکی سال ۱۳۷۷ خورشیدی، در مطبوعات ایران آغاز به کار کرد و در روزنامه‌های گوناگون از جمله همبستگی، یاس نو، وقایع اتفاقیه، اقبال، ایرانشهر (ضمیمهٔ روزانهٔ همشهری)، سرمایه، اعتماد ملی، شرق و نشریات از جمله ماهنامهٔ زنان به فعالیت پرداخته است. او همچنین با بنیاد شریعتی در زمینه وب‌مستر همکاری می‌کرده‌است.
او در جریان بازی تیم‌های ملی فوتبال ایران و بحرین (در رقابت‌های مقدماتی فوتبال جام‌جهانی ۲۰۰۶)، از جمله افراد متقاضی حضور بانوان در ورزشگاه‌های ایران بود و توانست یکی از ۳۰ زنی باشد که با تجمع در مقابل درِ غربی ورزشگاه آزادی، توانستند که از اواخر نیمه اول بازی، به جمع دیگر تماشاگران بپیوندند.
او در جریان سقوط همواپیمای سی-۱۳۰ ارتش ج.ا.، یکی از فعالان اعتراضات صنفی انجمن صنفی روزنامه‌نگاران بود.
در ۱۳ اسفند ۱۳۸۵ خورشیدی، در تجمعی مقابل دادگاه انقلاب اسلامی تهران دستگیر شد و مدتی کوتاه را در بند ۲۰۹ زندان اوین به سر برد. همراه با پرستو دوکوهکی ۳۲ زن دیگر نیز دستگیر شدند. این تجمع در ارتباط با اتهامات سوسن طهماسبی، پروین اردلان، نوشین احمدی خراسانی، فریبا داوودی مهاجر و شهلا انتصاری در خصوص شرکت در تجمع ۲۲ خرداد ۱۳۸۵ خورشیدی بود. وی در آذر ۱۳۸۶ به اتهام اجتماع و تبانی به قصد برهم زدن امنیت کشور، اخلال در نظم عمومی و تمرد در مقابل پلیس در شعبه ۱۳ دادگاه انقلاب تهران محاکمه و در بهمن ماه ۱۳۸۶ از کلیه اتهامات تبرئه شد.
روز یکشنبه ۲۵ دی‌ماه ۱۳۹۰ مأموران امنیتی او را در خانه‌اش در تهران بازداشت و به بند ۲ الف در بازداشتگاه اوین منتقل کردند.

او در تاریخ ۷ اسفند ۱۳۹۰ به قید وثیقه آزاد شد.